# 索菲·爱德华兹
索菲·爱德华兹（英語：Sophie Edwards，2000年2月25日—），澳大利亚女子自行车运动员，主攻场地自行车和公路自行车。她曾代表澳大利亚参加2022年英联邦运动会自行车比赛，获得女子团体追逐赛金牌。